# Comtat de Douglas (Geòrgia)
El comtat de Douglas és un comtat al centre-nord de l'estat nord-americà de Geòrgia. En el cens del 2020 tenia 144.237 habitants, més del doble que en el del 1990. La seu del comtat és Douglasville. La ciutat de Villa Rica i una petita part d'Austell també son al comtat de Douglas. El comtat de Douglas està inclòs a Metro Atlanta. Ha atret nous residents a mesura que han augmentat els llocs de treball a la zona d'Atlanta.

## Història
El comtat va ser creat durant la Reconstrucció després de la Guerra Civil. L'Assemblea General de Geòrgia la batejà en honor a l'antic senador d'Illinois Stephen A. Douglas, senador d'Illinois i opositor demòcrata d'Abraham Lincoln a les eleccions presidencials del 1860. El marcador històric existent diu:
| « | Aquest comtat, creat per Acte de la Legislatura l'1 d'octubre de 1870, va rebre el nom de Stephen A. Douglas, el "Little Giant", un habitant de Vermont congressista d'Illinois del 1843 al '47, senador del '47 al '61 i candidat demòcrata a la presidència el 1860 al bitllet amb el governador Herschel V. Johnson, de Geòrgia, com a vicepresident. Entre els primers oficials del comtat hi havia: el xèrif T.H. Sellman, secretari del Tribunal Superior A.L. Gorman, ordinari Wm. Hindman, recaptador d'impostos Jno. M. James, recaptador d'impostos M.D. Watkins, tresorer C.P. Bower, agrimensor John M. Hughey. El comtat es va crear a partir de la part del comtat de Campbell que es trobava al nord-oest del riu Chattahoochee. La resta de Campbell es va convertir al sud-oest de Fulton a principis de 1932. | » |

## Geografia
Segons l'Oficina del Cens el comtat té una superfície de 201 milles quadrades (520 km2), de les quals 200 milles quadrades (520 km2)  son terra ferma i 1.0 milla quadrada (2.6 km2) un 0,5% son cobertes per les aigües.
Tot el comtat de Douglas és a la subconca mitjana del riu Chattahoochee - Lake Harding de la conca del riu ACF (Apalachicola-Chattahoochee-Flint River Basin).

### Comtats adjacents
- Comtat de Cobb - nord-est
- Comtat de Fulton - sud-est
- Comtat de Carroll - oest
- Comtat de Paulding - nord-oest

### Entitats de població
Ciutats
- Austell, la major part d'Austell es troba al comtat de Cobb, GA, amb una petita part que s'estén al nord-est del comtat de Douglas
- Douglasville
- Villa Rica, la part occidental de Villa Rica es troba al comtat de Carroll, GA

Llocs designats pel cens
- Lithia Springs
- Fairplay

Comunitats no incorporades
- Beulah
- Bill Arp
- Chapel Hill
- Fairplay
- Hannah
- McWhorter
- White City
- Winston

### Ferrocarril
Històricament, el Southern Railway feia funcionar diversos trens de passatgers diaris, inclòs el Kansas City-Florida Special , el Sunnyland i una secció Atlanta-Birmingham del Piedmont Limited , fent parades a Austell i Douglasville. Els últims trens pararen l'any 1967. Avui dia el servei de passatgers més proper és el tren Crescent d'Amtrak a Atlanta, a 21 milles a l'est de Lithia Springs.

## Demografia
Segons el cens del 2020 al comtat hi havia 144.237 persones, 48.899 llars i 32.898 famílies.
| Raça/ etnicitat(NH = no hispans)        | Hab. 2000 | Hab. 2010 | Pop 2020 | % 2000  | % 2010  | % 2020  |
| --------------------------------------- | --------- | --------- | -------- | ------- | ------- | ------- |
| Blancs(NH)                              | 69.965    | 64.911    | 49.877   | 75,91%  | 49,03%  | 34,58%  |
| Negres o afroamericans (NH)             | 16.978    | 51.387    | 68.763   | 18,42%  | 38,81%  | 47,67%  |
| Amerindis o natius d'Alaska (NH)        | 272       | 321       | 335      | 0,30%   | 0,24%   | 0,23%   |
| Asiàtics (NH)                           | 1.075     | 1.876     | 2.313    | 1,17%   | 1,42%   | 1,60%   |
| Natiu hawaià o illencs del Pacífic (NH) | 17        | 128       | 97       | 0,02%   | 0,10%   | 0,07%   |
| Other race alone (NH)                   | 107       | 327       | 1.072    | 0,12%   | 0,25%   | 0,74%   |
| Mixed race or Multiracial (NH)          | 1.120     | 2.328     | 5.745    | 1.22%   | 1,76%   | 3.98%   |
| Hispans o llatins (de qualsevol raça)   | 2.640     | 11.125    | 16.035   | 2,86%   | 8,40%   | 11,12%  |
| Total                                   | 92.174    | 132.403   | 144.237  | 100,00% | 100,00% | 100,00% |

## Economia
El comtat de Douglas forma part de la regió més gran dels Apalatxes, rep serveis de la Comissió Regional dels Apalatxes i actualment és una economia en transició.
Creixement de la renda per càpita del comtat de Douglas:
| Any  | Ingressos     | Variació (%) |
| ---- | ------------- | ------------ |
| 1994 | 19.189 dòlars | —            |
| 1995 | 20.320 dòlars | 5,894%       |
| 1997 | 22.386 dòlars | 10,17%       |
| 1998 | 23.201 dòlars | 3,641%       |
| 1999 | 24.457 dòlars | 5,414%       |
| 2000 | 26.272 dòlars | 7,421%       |
| 2001 | 26.455 dòlars | 0,6966%      |
| 2002 | 26.191 dòlars | -0,9979%     |
| 2003 | 26.048 dòlars | -0,546%      |
| 2004 | 26.687 dòlars | 2,453%       |

## Govern
La majoria de les oficines governamentals del comtat son al complex del palau de justícia del comtat de Douglas, a una 1-milla (1.6 km) al sud del centre de Douglasville. Llevat de la Junta d'Educació del Comtat de Douglas, situada al costat de Hunter Park. La Cambra de Comerç del Comtat de Douglas es troba al centre de Douglasville.
El jutjat del comtat es va construir el 1997-98 i es va obrir el 1998 després que els serveis del comtat necessités un nou jutjat per al comtat en constant creixement i canvi. Els serveis previs a l'obertura estaven repartits per tot el centre de Douglasville en set o vuit edificis d'oficines. L'antic palau de justícia del comtat de Douglas, construït el 1956, roman al centre de la ciutat i ara s'utilitza com a museu i escola satèl·lit per a la Universitat de West Georgia, una institució del Sistema Universitari de Geòrgia amb el campus principal situat a la ciutat de Carrollton al comtat de Carroll, que històricament s'inclou a l'àrea metropolitana d'Atlanta, un centre comercial per a diversos comtats majoritàriament rurals tant a Geòrgia com a Alabama.

## Eleccions presidencials
A les eleccions presidencials, el comtat de Douglas havia estat un comtat republicà fiable entre 1980 i 2004, votant republicà per un marge de dos dígits fins i tot el 1992, quan el demòcrata Bill Clinton governava l'estat de Geòrgia. El comtat va donar més del 60% dels vots al republicà George W. Bush en les seves dues candidatures presidencials. Des de llavors, el comtat s'ha tornat cada cop més demòcrata, votant pels demòcrates des del 2008. El 2024 la demòcrata Kamala Harris obtingué el 65% dels vots, la taxa més alta de vots al comtat des del 1976.

## Educació
Al 2019 tot el comtat rebia l'escolarització pública del sistema escolar del comtat de Douglas. Amb seu a Douglasville, gestiona 20 escoles primàries, 8 escoles mitjanes, 5 escoles secundàries, un centre d'aprenentatge de rendiment i nombroses acadèmies privades.

## En la cultura popular
El comtat s'ha convertit en un pod d'atracció de la indústria cinematogràfica, essent un dels llocs de rodatge més populars de l'estat. Entre les produccions filmades, exclusivament o en part, al comtat de Douglas del comtat hi ha l'oscaritzada Tot passejant Miss Daisy, Smokey and the Bandit, La colla dels sis, Randy and the Mob, Benvinguts a Zombieland, Killers (2010), Caça humana, Els jocs de la fam: En flames, El fundador, Els jocs de la fam: L'ocell de la revolta - Part 1, The Hunger Games: Catching Fire, Matar el missatger, The Hunger Games: Eyez on Me, La sort dels Logan, Table 19 o La casa del rellotge dins de la paret.
Entre les sèries de televisió filmades al comtat hi ha The Walking Dead, Necessary Roughness, Stranger Things, Matlock, Finding Carter, MacGyver, Stan Against Evil i Scream de MTV.